# 小行星18610
小行星18610（18610 Arthurdent）是一颗绕太阳运转的小行星，为主小行星带小行星。该小行星于1998年2月7日发现。于2001年被命名为阿瑟·邓特(Arthurdent)。

## 轨道参数
小行星18610的轨道半长轴为2.5504354 UA，离心率为0.212。